# 朱塞佩·威尔第
朱塞佩·福圖尼诺·弗朗切斯科·威尔第（義大利語：Giuseppe Fortunino Francesco Verdi，1813年10月10日—1901年1月27日），意大利作曲家，出生于帕尔马附近的勒朗科勒，逝世于米兰。
威尔第和理查德·瓦格纳一起被认为是19世纪最有影响力的歌剧创作者。
威尔第从1824年开始学习音乐，他为焦阿基诺·罗西尼的歌剧《塞維利亞的理髮師》写了序曲。然后他去米兰，但那里的音乐学院拒绝接受他，他并不灰心，继续自学。
他的处女作是《奧貝爾托》（Oberto），此后他又写了《一日國王》（Un Giorno di Regno），这是他第一部喜劇，但不成功。1842年他创作了他的第一部不朽之作《納布科》。
其后他的佳作屡出不叠。1872年他的另一部巨著《阿依達》问世。對於这部歌剧的創作目的，坊間有不少傳言。實際上這歌劇並不是為开罗總督歌剧院的开幕式，也不是為苏伊士运河开航而作的。
威尔第晚年主要修改他早年的作品。威尔第支持意大利当时的独立运动，他的一些作品中有暗示这个运动的情节。直到今天还有人建议将他为《納布科》所作的合唱《飛吧，思想，乘著金色的翅膀》（Va' pensiero, sull'ali dorate）作为意大利的国歌。

## 生平

### 早年

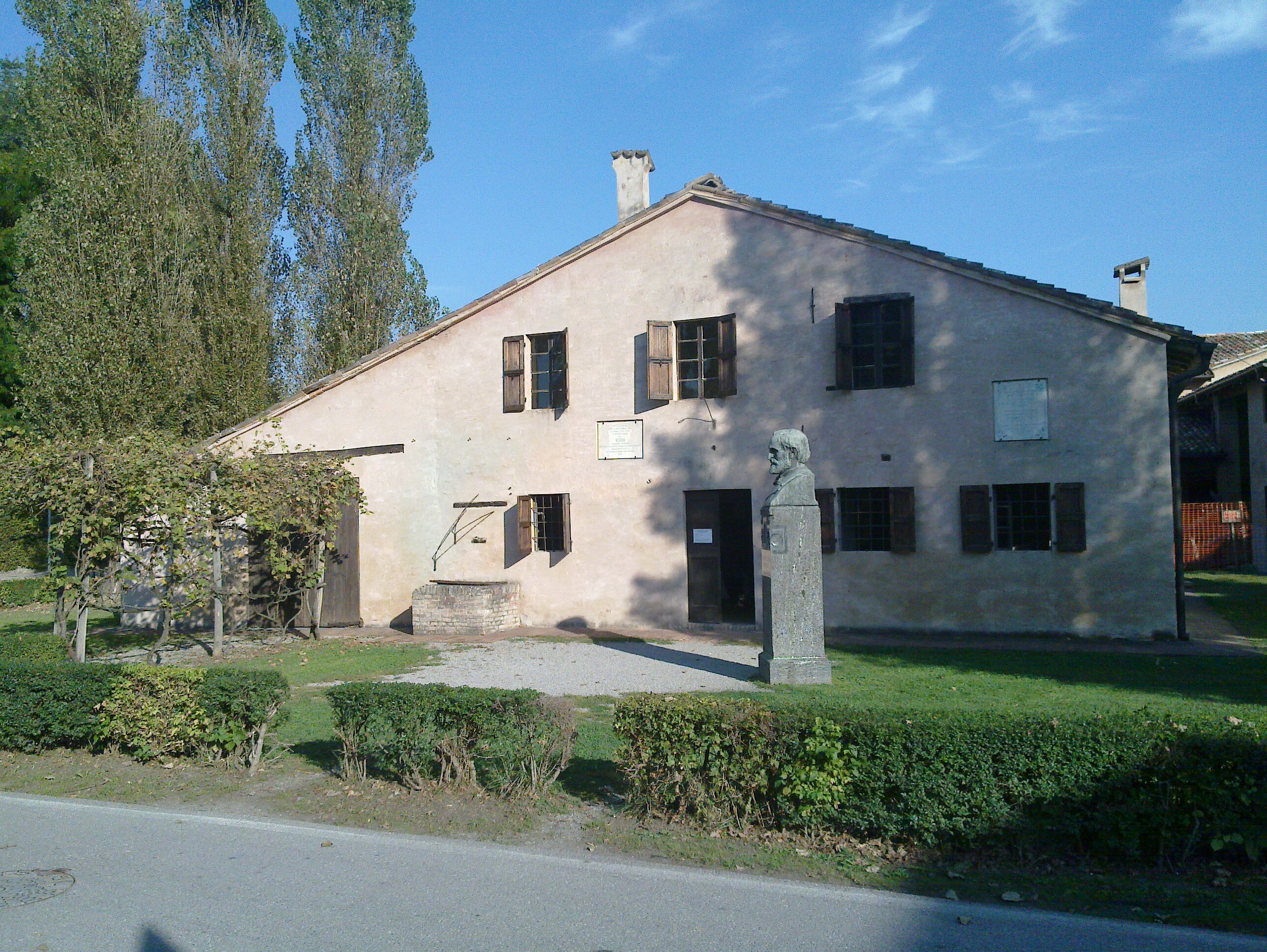
威爾第出生地

威爾第出生於意大利布塞托附近一个名叫Le Roncole的小村莊，其父為卡羅·朱塞佩·威爾第，其母為路易吉亞·烏蒂尼。
當他還是個孩童時，威爾第的父母搬往布賽托，在當地的圖書館裡威爾第閱讀大量書籍，為今後的創作打下了很好的基礎。威爾第也在布賽托學到了最初的作曲知識。威爾第在20歲時前往米蘭深造。他在參與歌劇演出和音樂會（多數為德國音樂）的同時接受私人的對位法教學。
回到布賽託後，威爾第擔任當地的音樂總監，並在當地商人和音樂愛好者安托尼奧·巴列茲的支持下，威爾第在1830年於巴列茲府中舉行了個人首次公演。出於對威爾第音樂的熱愛，巴列茲邀請他擔任自己女兒瑪格麗塔的音樂教師。威爾第其後與瑪格麗特相愛，並於1836年5月4日結婚。他們共同生育一雙子女，但都在威爾第譜寫他的第一部歌劇期間夭折。不久後，瑪格麗特也因脑炎去世，年仅26岁。威爾第深愛著他的妻子和孩子，他們的相繼過世給了他沉重的打擊。

### 初现锋芒
威爾第由斯卡拉大劇院出品的處女作《奧貝爾托》於1839年11月上演，並獲得一定的成功。演出後，斯卡拉大劇院總監向威爾第提供了一份包含演出額外兩部作品機會的合同。
在他籌備自己的第二部歌劇《一日國王》時，妻子瑪格麗特去世。這部在1840年9月上演的《一日國王》也並不成功，威爾第因此陷入絕望當中，並發誓永遠放棄作曲。所幸，斯卡拉大劇院總監梅雷利說服威爾第寫下了《拿布果》，這部歌劇在1842年3月的首演讓威爾第一舉成名。相傳（以及威尔第在1879年的自传），是希伯來奴隸的合唱《乘著金色的翅膀》促使威爾第再次譜寫音樂。
在1843年-1850年间，威爾第創作了14部歌劇，這段時期被他称作“Gli anni di galera”。這些歌劇包括1843年的《倫巴第人在第一次十字軍中》，和1844年的《埃尔纳尼》。對某些人來說，威爾第創作的最重要、最原創的歌劇是1847年的《馬克白》。威爾第在《馬克白》中首次嘗試創作一部沒有愛情故事的歌劇，這也打破了19世紀意大利歌劇的基本慣例。
在1847年，威爾第改編了《倫巴第人在第一次十字軍中》並將其命名為《耶路撒冷》，該部歌劇被巴黎歌剧院搬上舞台。由於一些必須遵循的巴黎慣例（包括芭蕾舞），《耶路撒冷》成為威爾第的首次法國大歌劇形式的嘗試。

### 中年

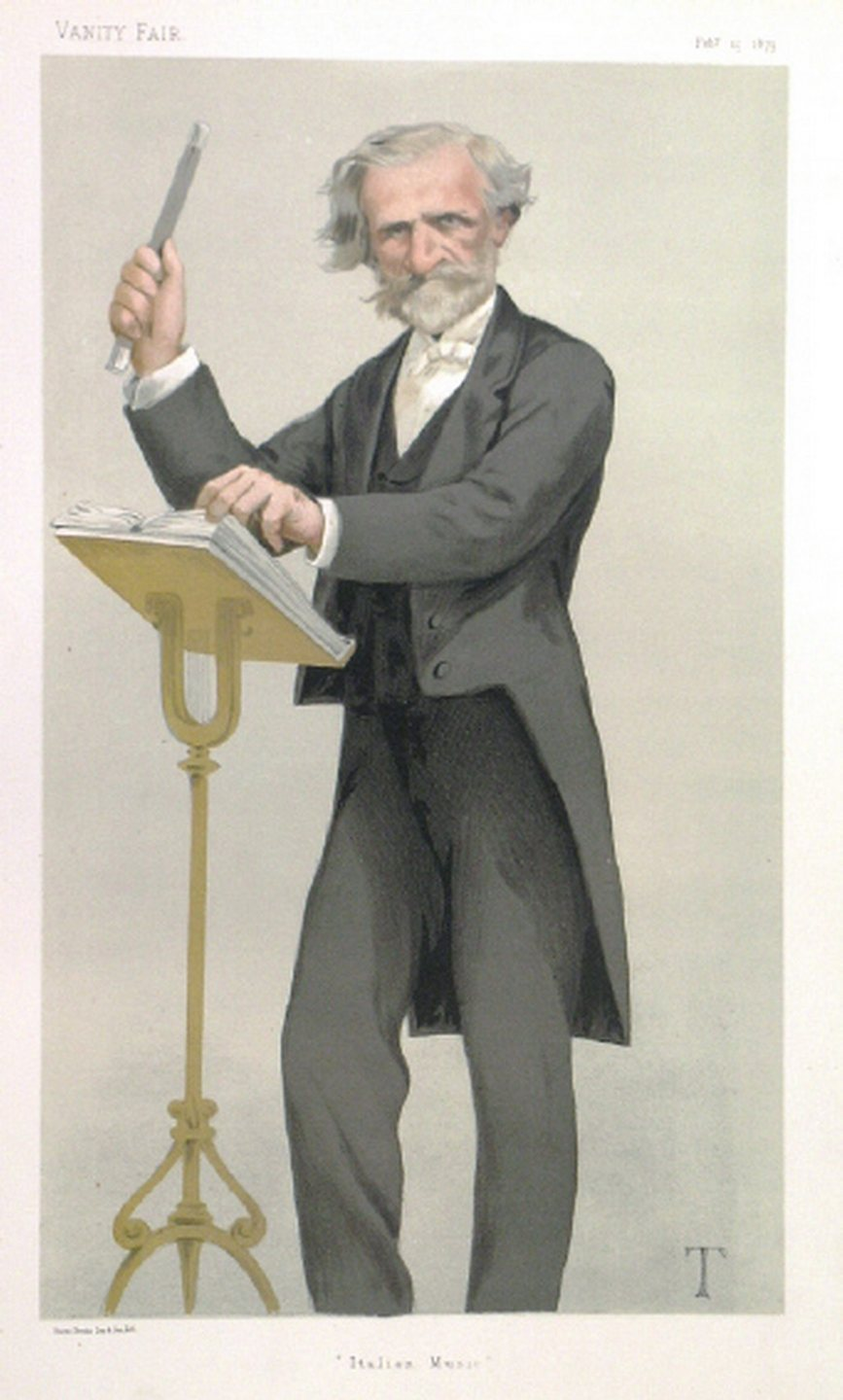
杂志Vanity Fair中的威尔第 (1879)

瑪格麗特去世后，威爾第在1840年代中期與事業已至遲暮之年的女高音朱塞佩娜·斯特雷波尼展開了一段關係。他們婚前同居的日子在一些其住過的地方被稱作是風流的。威爾第與朱塞佩娜在1859年8月在日內瓦結婚。在和朱塞佩娜居住在布賽托期間，威爾第在维拉诺瓦苏拉尔达小鎮外購買了一處房產，并與父母同居。其母親過世后，威爾第便一直住在位于聖阿加塔德威爾第別墅，至死也沒有再搬過家。
在他的“畫廊年”即將結束之時，威爾第創作了他最偉大的傑作之一的《弄臣》（1851年於威尼斯首演）。由於這部歌劇主要建立在雨果的一部戲劇（Le roi s'amuse）之上，它的唱詞必須經過大量的修改才能夠符合當時的審查標準，威爾第也因此數次幾乎徹底放棄它的創作。這部歌劇一經上演便取得了巨大的成功。
通過《弄臣》，威爾第將他對當時社會的關注、多元的文化以及各種新奇的元素融入他的歌劇當中。 《弄臣》中的音樂包括了樂隊音樂（比如第一場或咏叹调《女人善變》），意大利式的旋律（比如著名的四重唱《讚美你，美麗的愛神》），室內樂（比如弄臣與斯帕拉富奇萊的二重唱）。
在這之後威爾第創作了他的“中期三大歌劇”中的第二部和第三部，分別是《游吟詩人》和《茶花女》。後者以小仲馬的同名小說為基礎。《茶花女》是威尔第最著名的歌剧，也是最受欢迎的歌剧，其中的二重唱《饮酒歌》更是广为人知。

### 晚期作品

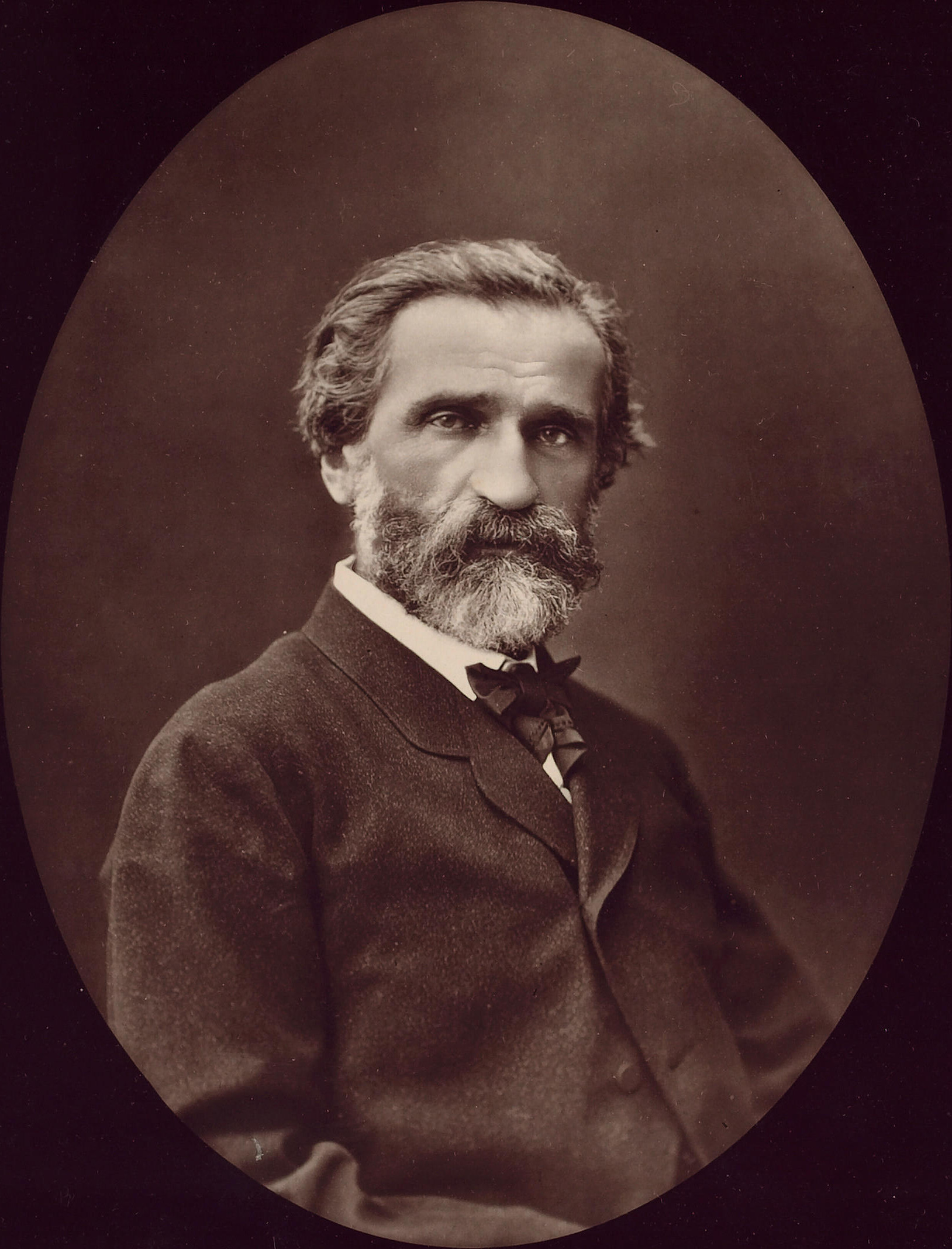
1876年的威尔第，费迪南·穆尼尔摄

在1855年到1867年之间，威尔第创作出以《化装舞会》、《命運之力》、《西西里晚禱》和《唐·卡洛》为代表的大量伟大作品。后两部歌剧都由巴黎歌剧院委托创作，并首演于法国。值得说明的是，如今这两部歌剧大多以意大利改编版上演。
1869年，威尔第被委托为一台纪念歌剧作曲家罗西尼的安魂彌撒写作部分安魂曲，剩余的部分由其他与罗西尼同时代的意大利作曲家完成。虽然安魂曲按时完成，这台弥撒却在最后时刻被取消了。这部安魂曲也未在威尔第生前演出过。威尔第将这次变故的责任归于这个项目的指挥，也是威尔第的老朋友安杰洛·马里亚尼 (指挥)。这件事情也导致了二人关系的永久破裂。女高音歌唱家特蕾莎·施托丽兹当时与马里亚尼订婚，但她不久后离开了他（之后她与威尔第在音乐和私人生活上都有很持久的关系）。五年后，威尔第重新完善了先前为罗西尼所作的安魂曲中由他负责谱写的部分——“让我自由”，并将之归入自己谱写的安魂曲 (威尔第)中。威尔第将这部安魂曲献给著名小说家和诗人亚历山达罗·孟佐尼，并于1874年首演于米兰。
人们普遍认为威尔第的大型歌剧《阿依达》是为了庆祝1869年苏伊士运河的开通所作的。然而，根据文献记载，威尔第回绝了主办方的邀请，因为他本人正打算参加苏伊士运河开通的庆典活动。作为替代，该次庆祝活动中开罗的歌剧院上演了《弄臣》。不久后，活动的组织者再次联系到威尔第，这次是希望他能够谱写一部新的歌剧，威尔第又回绝了这个请求。但当组织方威胁要以瓦格纳和古诺替代他时，威尔第才真正考虑这个请求，最终在1870年达成协议。
剧中阿依达的角色是为施托丽兹设置的，尽管她并没有出现在开罗的首演上，但过后在欧洲的首演上她饰演了该角色。她同时也是威尔第安魂曲的首选女高音。人们普遍认为施托丽兹在离开马里亚利后与威尔第维持了一段关系。在威尔第的第二任妻子去世后，施特丽兹一直陪伴着威尔第，直到他去世。
威尔第和瓦格纳，这两位各自代表着自己风格的歌剧作曲家似乎相当憎恨彼此，但他们其实从未谋面。威尔第对瓦格纳音乐的评价很少，同时又缺乏仁慈，但当他听闻瓦格纳的死讯，也惋惜地说道：“可惜，可惜，可惜！（瓦格纳）的名字将会在艺术历史上留下强烈的印记”。瓦格纳对威尔第音乐的评论只有一段是广为人知的。当他听过威尔第的安魂曲后，这位爱好评论其他作曲家、言辞雄辩的伟大的德国人只能说道：“我还是什么都别说的好。”

### 暮年

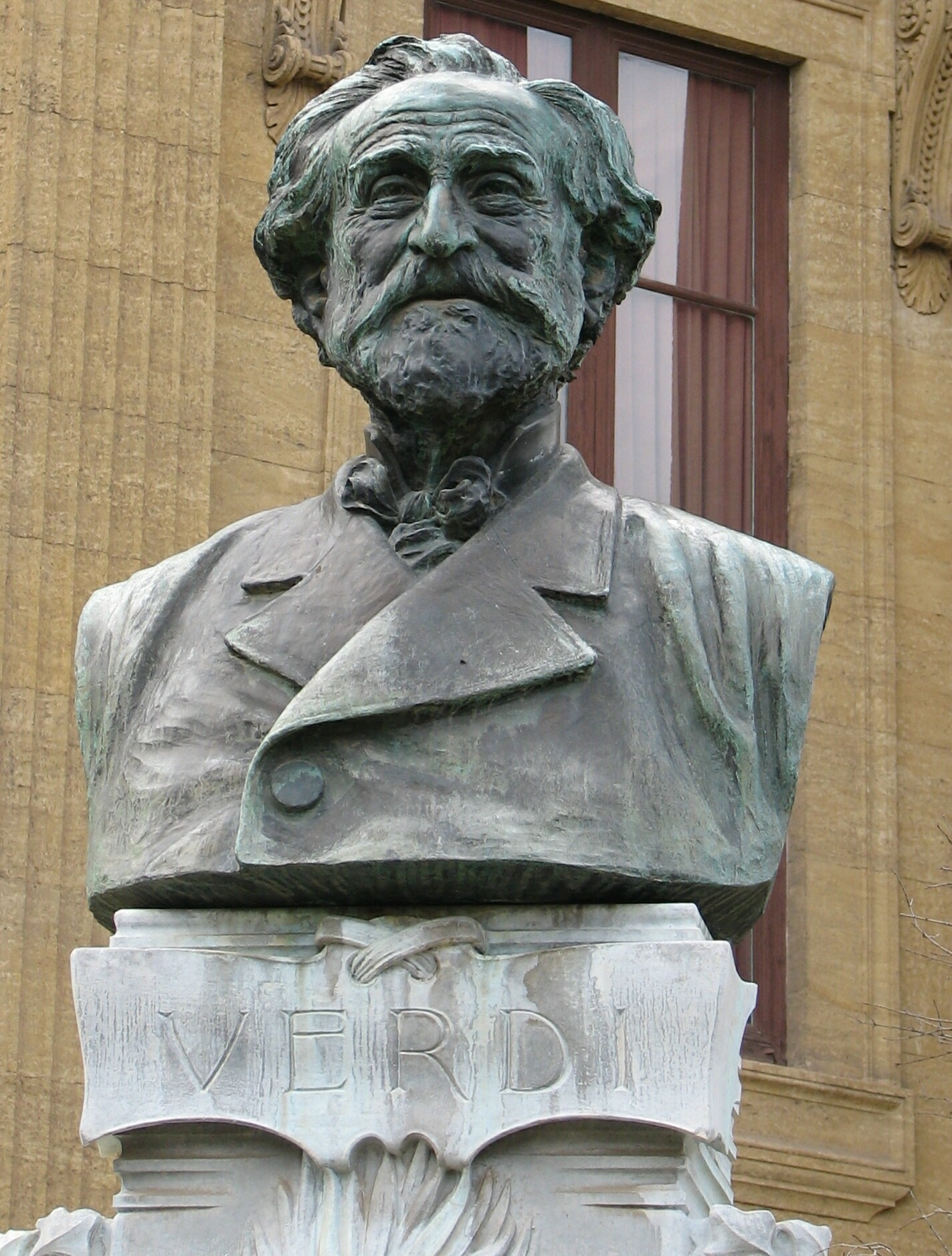
位于帕勒莫Massimo剧院外的威尔第半身像，安东尼奥·乌戈制作

在接下里的岁月中，威尔第主要改变他的一些早期作品，其中最有名的是新版本的《唐·卡洛斯》、《命运之力》和《西蒙·波卡涅拉》。
1887年的米兰，首演了威尔第基于莎士比亚戏剧《奥赛罗》的同名歌剧。其中唱词由年轻作曲家阿里格·博伊托写作。《奥赛罗》中的音乐是相当连续的，由此它不能以分开的段落在音乐会上演奏。一些人认为尽管这部歌剧是经过精心策划的，但它缺乏威尔第稍早的伟大歌剧中所富含的旋律的光彩。然而，另一些评论家认为这是威尔第最伟大的悲剧歌剧，其中包含着威尔第创作的最优美、最具有表现力的音乐和最丰富的象征。另外，这部歌剧缺少了很多听众已然习惯于听到的序曲。托斯卡尼尼在《奥赛罗》的首演中担任大提琴手，并由此开始了与威尔第的交往（托斯卡尼尼认为威尔第与贝多芬同样伟大）。
威尔第最后一部歌剧《法尔斯塔夫》改编自雨果翻译的莎士比亚的戏剧《温莎的快乐娘们》。这部歌剧取得了国际性的成功，并且极大地显示了威尔第作为作曲家的天才。
威尔第于1894年创作了他最后一部纯粹的交响乐队作品——为在法国上演的《奥赛罗》所作的芭蕾音乐。多年后，托斯卡尼尼与NBC交响乐团为RCA唱片公司录制了这部小品，也借此补充了1947年托斯卡尼尼演绎的歌剧全集。
在1897年，威尔第完成了传统拉丁设置的《圣母悼歌》，它与《感恩赞》、《赞美童贞女玛丽亚》、《圣母颂》这三部作品一道组成了威尔第最后四部神圣作品（Quattro Pezzi Sacri）。
1900年7月29日，意大利國王翁貝托一世被刺杀，这个变故着实让年迈的作曲家感到恐惧。1901年1月21日，在米兰大旅店（Grand Hotel et de Milan）居住期间，威尔第患上中风。此后，威尔第逐渐衰弱，在6天后的1月27日离开了人世，享壽87歲。在米兰，人们为他举行国葬。葬礼上，托斯卡尼尼指挥了编制巨大的由意大利各地音乐家组成的乐队和合唱团。到如今，这仍是意大利历史上最大的公众集会。

## 重要作品列表
- 《奧貝爾托》（Oberto, Conte di San Bonifacio）（1839）
- 《一日國王》（Un Giorno di Regno）（1840）
- 《拿布果》（Nabucco）（1842）
- 《伦巴第人在第一次十字军中》（I Lombardi）（1843，修订后称《耶路撒冷》）
- 《埃尔纳尼》（Ernani）（1844）
- 《两个福斯卡罗》（I due Foscari）（1844）
- 《聖女貞德》（Giovanna d'Arco）（1845）
- 《阿尔齐拉》（Alzira）（1845）
- 《阿蒂拉》（Attila）（1846）
- 《馬克白》（Macbeth）（1847）
- 《强盗》（I masnadieri）（1847）
- 《海侠》（Il corsaro）（1848）
- 《莱尼亚诺战役》（La battaglia di Legnano）（1849）
- 《路易莎·米勒》（Luisa Miller）（1849）
- 《斯蒂费利奥》（Stiffelio）（1850，修订后称《阿罗尔多》）
- 《弄臣》（Rigoletto）（1851）
- 《遊唱詩人》（Il trovatore）（1853）
- 《茶花女》（La traviata）（1853）
- 《西西里晚禱》（Les vêpres siciliennes）（1855）
- 《西蒙·波卡涅拉》（Simon Boccanegra）（1857）
- 《化妝舞會》（Un ballo in maschera）（1859）
- 《命運之力》（La forza del destino）（1862）
- 《民族赞》（1862，合唱）
- 《唐·卡洛》（Don Carlos）（1867）
- 《阿依達》（Aida）（1871）
- 《弦乐四重奏》（String Quartet in E minor）（1873）
- 《安魂弥撒（英语：Requiem (Verdi)）》（Requiem）（1874，合唱）
- 《奧泰羅》（Otello）（1887）
- 《圣母颂》（Ave Maria）（1889，合唱）
- 《法尔斯塔夫》（Falstaff）（1893）
- 《圣母悼歌》（Stabat Mater）（1898，合唱）
- 《感恩赞》（Te Deum）（1898，合唱）
- 《赞美童贞女玛丽亚》（Laudi alla Vergine Maria）（1898，合唱）

## 乐器
在朱塞佩·威尔第还是个孩子的时候，他经常在巴雷奇（Barezzi）家玩耍。他当时弹奏的乐器是安顿·托马舍（Anton Tomaschek）的钢琴。 朱塞佩·威尔第还喜欢约翰·弗瑞兹的钢琴，从1851年的《弄臣》（Rigoletto）到1871年的《阿依达》（Aida），他一直使用维也纳式六踏板的弗瑞兹钢琴。在位于意大利皮亚琴察省的威尔第别墅中，还可以看到这架钢琴的身影。 在1857年里米尼的A.Galli剧院落成典礼上，威尔第使用约瑟夫·丹克（Joseph Danckh）的三角钢琴进行演奏。

## 专辑
- 理查德·伯内特。Richard Burnett. Giuseppe Verdi. Romanza. 赫施克钢琴 1845